# Ščelkunčik
Ščelkunčik (in russo Щелкунчик? , lett. Lo schiaccianoci) è un film d'animazione sovietico del 1973 ispirato alla fiaba di Ernst Theodor Amadeus Hoffmann Schiaccianoci e il re dei topi e al balletto di Marius Petipa, Lev Ivanov e Pëtr Il'ič Čajkovskij Lo schiaccianoci.

## Trama
Una servetta assiste alla festa natalizia dei bambini. Più tardi, riordinando la sala, la fanciulla si mette a danzare. I giocattoli appesi all'albero di Natale si animano e combattono contro un esercito di topi in uniforme. La ragazza si trova ridotta alle dimensioni di un giocattolo, mentre il primo attacco dei topi viene respinto. Uno schiaccianoci a forma di soldato racconta alla fanciulla la sua triste storia: come venne trasformato in giocattolo dalla maligna Regina dei Topi (un topo con tre teste), prima che venisse distrutta.
I topi attaccano di nuovo, e grazie al loro numero e ai poteri magici del Re dei Topi, neutralizzano i giocattoli catturano lo schiaccianoci. Prima che il Re dei Topi lo distrugga, un pezzo alla volta, la servetta lancia uno dei suoi zoccoli di legno che spacca la corona magica dei Re dei Topi. Il Re dei Topi viene disintegrato dal contraccolpo, insieme al suo esercito. Al contrario, lo zoccolo si trasforma in una scarpetta luccicante. Lo schiaccianoci si trasforma in un principe, la servetta si ritrova vestita da principessa, e danzando insieme tornano al regno del principe liberandolo dall'ultimo maleficio.
L'ultima scena del cortometraggio mostra la sala deserta, dove rimangono l'albero di Natale, uno schiaccianoci fracassato e un paio di zoccoli di legno.

## Edizioni
La versione originale è senza dialoghi, accompagnata solo dalla colonna sonora, una selezione di musiche dai balletti di Čajkovskij.
Esiste una edizione successiva, realizzata negli anni 1990, per la serie Storie della mia infanzia, in cui alla colonna sonora sono stati sovrapposti dialoghi tra i personaggi ed è stata aggiunta anche una voce narrante. In questa edizione i due protagonisti vengono chiamati Marie e Nathaniel.
Entrambe le versioni sono state trasmesse dalla RAI, la prima negli anni 1980, la seconda nel 1999.
La seconda edizione è stata pubblicata in VHS nel 2002 dalla Avo Film con il titolo Il principe schiaccianoci, abbinata a Il gallo d'oro.

## Riconoscimenti
- 1974: All-Union Film Festival (Baku): Incentive Award for Original Art Decision
- 1974: Primo premio "Playa de Oro", Certamen Internacional de Cine y TV Infantil a Gijón (Spagna)